# Stanislav Žitko
Stanislav Žitko, slovenski pravnik in kulturni delavec, * 19. oktober 1896, Trst, † 2. januar 1970, Ljubljana.

## Življenje in delo
V Gorici je leta 1915 končal klasično gimnazijo. Pravo je študiral na Dunaju in Zagrebu, kjer je oktobra 1928 tudi doktoriral. Kot pravnik je služboval pri okrajnem glavarstvu v Krškem (1920), pri pravnem ravnateljstvu Južne železnice v Ljubljani (1921), bil sodnik v Brežicah (1922) in Ljubljani (1923). Leta 1927 je opravil odvetniški izpit. V letih 1924−1932 je bil sodelavec v odvetniški pisarni Marka Natlačna. Od 1932-1945 je bil samostojni odvetnik v Ljubljani. Bil je tudi predsednik Zveze fantovskih odsekov. Maja 1945 je odšel preko Koroške v Italijo. Tu je bil predsednik taboriščnega odbora v slovenskem begunskem taborišču Servigliano.
Ker je na slovenskih šolah po vojni v Trstu manjkalo slovenskih učiteljev je do ukinitve Svobodnega tržaškega ozemlja poučeval angleščino na nižji sredni šoli (sedaj šola Ivana Cankarja) in Industrijski sredni šoli (sedaj šola Frana Erjavca). Ker ni imel italijanskega državljanstva se je po ukinitvi Cone A vrnil v Ljubljano.
Že kot kadet in častnik se je udeležil 1. svetovne vojne (1915-1918) in z generalom Rudolfom Maistrom bojev za severno mejo. Leta 1927 je postal predsednik Orlovske organizacije in jo vodil do ukinitve 5. decembra 1929. Žitko je bil odbornik raznih verskih, kulturnih, gospodarskih in mladinskih organizacij. 